# Michael Shuman
Michael Jay Shuman (Los Angeles, 20 agosto 1985) è un cantautore e polistrumentista statunitense, noto per la sua militanza nel gruppo Queens of the Stone Age.

## Biografia
Nato e cresciuto in California, si è laureato alla Loyola Marymount University a Los Angeles. Ha cofondato nel 2008 il gruppo Jubilee. Nello stesso periodo è diventato bassista della band Wires on Fire.
Nel 2007 è entrato a fare parte dei Queens of the Stone Age, appena prima della pubblicazione di Era Vulgaris, al posto di Alain Johannes. Nel 2009 ha esordito con un'altra band chiamata Mini Mansions.
Nel 2013 è uscito l'album ...Like Clockwork, il primo dei QOTSA in cui è effettivamente membro della band. Nell'album suona basso, percussioni, chitarra a 12 corde e mellotron.
Nel 2014 collabora con Brody Dalle per Diploid Love.

## Filmografia parziale
- Prima o poi me lo sposo (The Wedding Singer), regia di Frank Coraci (1998)
- The Economics of Happiness, regia di Helena Norberg-Hodge (2011)